# Pajonn Patera
La Pajonn Patera è una struttura geologica della superficie di Io.